# Bieganówek
Bieganówek (niem. Neu-Biehals) – przysiółek wsi Ścinawka Średnia w Polsce, położony w województwie dolnośląskim, w powiecie kłodzkim, w gminie Radków, na granicy Doliny Ścinawki i środkowej części Wzgórz Włodzickich, u południowo-zachodniego podnóża Góry Świętej Anny, na wysokości około 370–400 m n.p.m.
W latach 1975–1998 przysiółek administracyjnie należał do województwa wałbrzyskiego.

## Historia
Bieganówek powstał najprawdopodobniej w XVIII wieku jako kolonia Ścinawki Średniej w dobrach hr. von Götzena. W 1748 roku był tu folwark i 7 zagród, w 1825 roku liczba zagród wzrosła do 11, a w 1840 do 13. Taki stan utrzymywał się przez kolejne lata i Bieganówek nigdy nie stał się samodzielną wsią. Po 1945 roku przysiółek częściowo wyludnił się, w 1978 roku było to 10 gospodarstw rolnych.

## Galeria

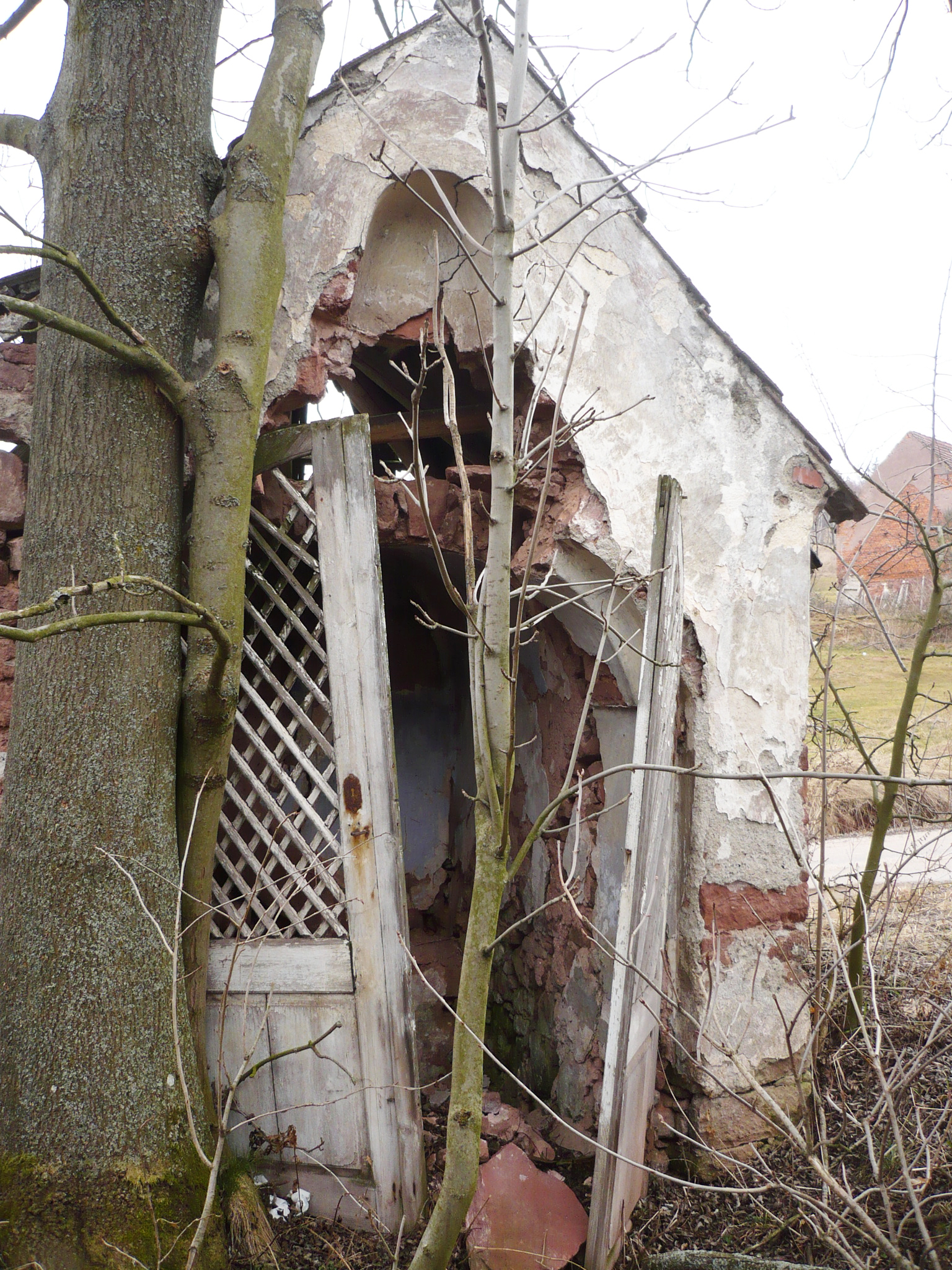
Kapliczka przy drodze do przysiółka
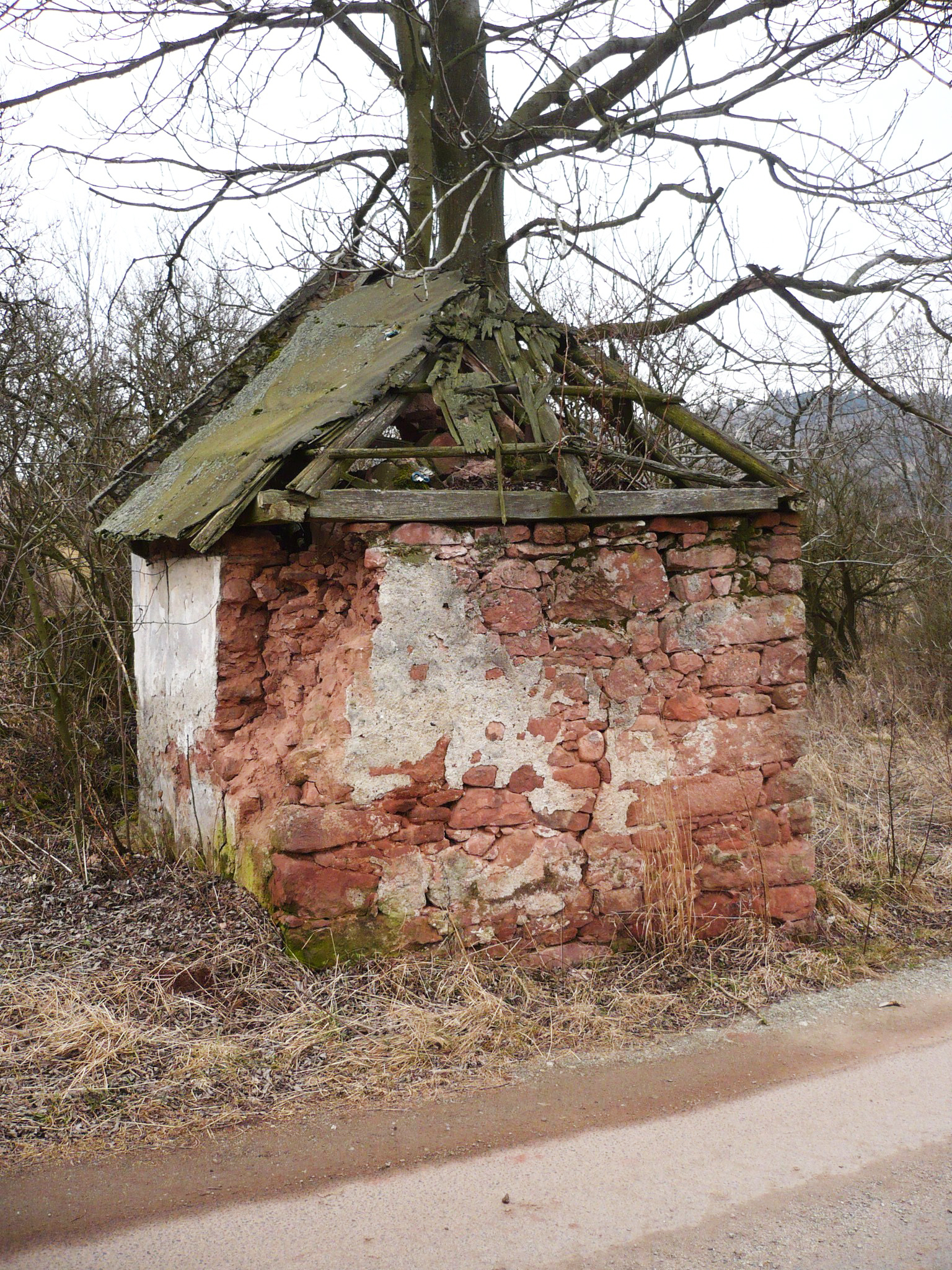
Kapliczka przy drodze do przysiółka